# Пудербах
Пудербах (њем. Puderbach) општина је у њемачкој савезној држави Рајна-Палатинат. Једно је од 62 општинска средишта округа Нојвид. Према процјени из 2010. у општини је живјело 2.234 становника. Посједује регионалну шифру (AGS) 7138057.

## Географски и демографски подаци
Пудербах се налази у савезној држави Рајна-Палатинат у округу Нојвид. Општина се налази на надморској висини од 240 метара. Површина општине износи 11,0 km². У самом мјесту је, према процјени из 2010. године, живјело 2.234 становника. Просјечна густина становништва износи 203 становника/km².

## Међународна сарадња
| Мјесто   | Држава    | Врста сарадње | Од    |
| -------- | --------- | ------------- | ----- |
| Барантон | Француска | партнерство   | 1970. |
| Извор    |           |               |       |